# Anton Pann
Anton Pann (magyarosan: Pann Antal, született: Antonie Pantoleon-Petroveanu, Szliven, Bulgária, 1797. – Bukarest, 1854. november 2.) aromán költő, zenetanító, zeneszerző.

## Élete

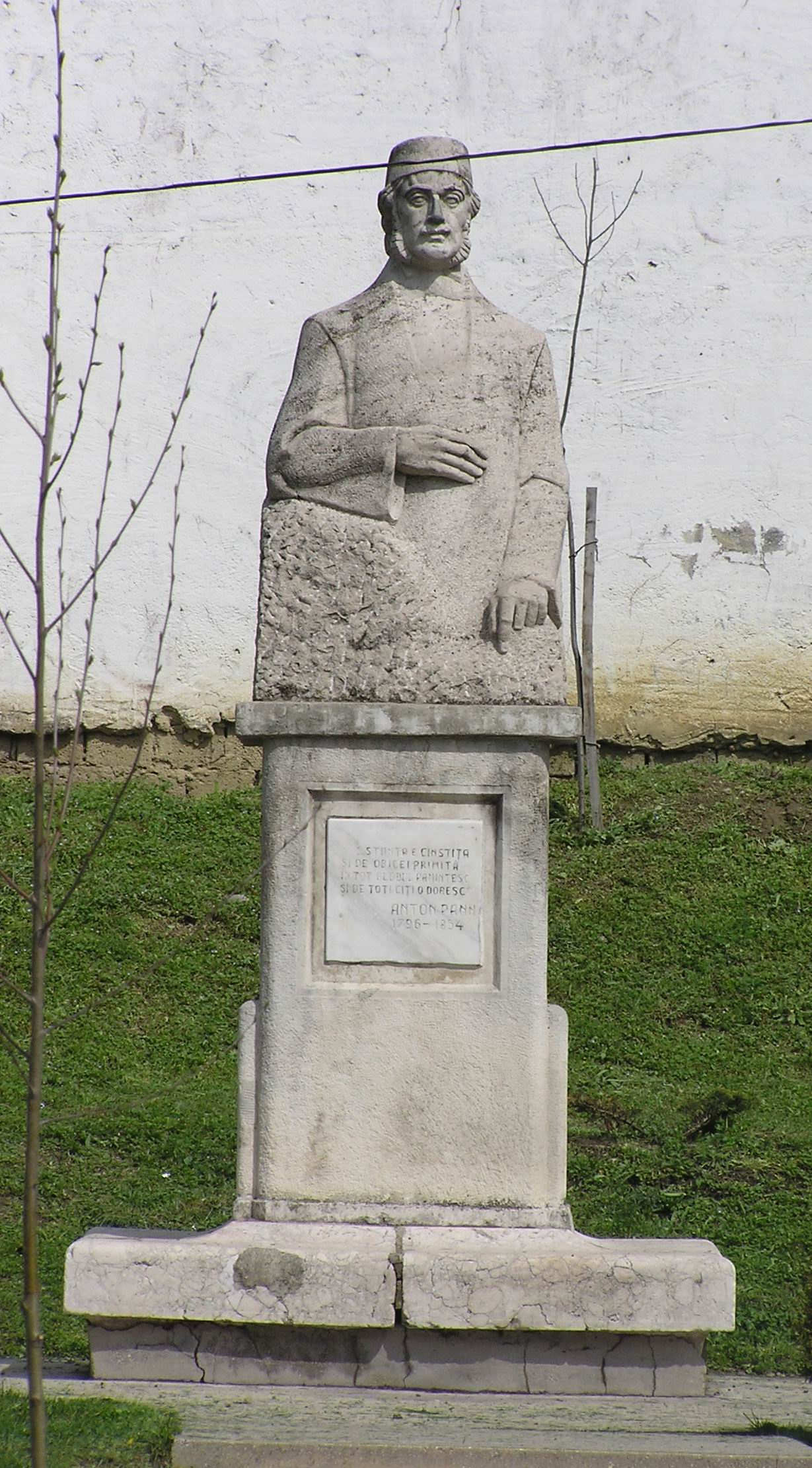
Szobra Râmnicu Vâlceában

Zenével foglalkozott; járt Oroszországban és Bukarestben telepedett le, hol zeneleckéket adott; majd a törökök elől Brassóba menekült; később ismét visszatért Bukarestbe és ott halt meg 1854-ben.
1848-ban Râmnicu Vâlcea városában zenésítette meg Andrei Mureşanu Ébredj, román! (Deşteaptă-te, române!) című versét, ami ma Románia nemzeti himnusza.
Népies román munkái közül Brassóban 1894-ben a következők jelentek meg:
- O șezătoare la țară sau Călătoria lui Moş Albu. (Egy fonó falun avagy Albu apó utazása, a szerző fam. arcképével és életrajzával).
- Năzdrăvăniile lui Nastratin Hogea. (Naszreddin Hodzsa kópéságai).
- Înțeleptul Archir si şi nepotul său Anadam (A bölcs Archir és öccse, Anadam).

## Magyarul
- Farkas, kecske, káposzta; vers Anton Pann, rajz Boboia Emilia, Ifjúsági, Bukarest, 1967
- Beszédmese, mesebeszéd; ford. Csiki László; Creanga, Bukarest, 1974 (Az én első könyvem)